# Почаинский овраг
Поча́инский овра́г — овраг в историческом центре Нижнего Новгорода. 

## Название
Овраг получил своё название от реки Почайны, исток которой располагается в овраге. Река Почайна была заключена в коллектор в 1839 году.

## История
Упоминания о Почаинском овраге встречаются в документах XVII века. Впервые овраг был отмечен на плане Нижнего Новгорода 1770 года. Краевед Николай Храмцовский писал в середине XIX века:
«Позади Малой Покровки, к северу, против самого ее изгиба, начинается овраг. В нем-то из-под камня и выбегает ручей, названный основателем Нижнего Новгорода в память киевских урочищ рекой Почайной. Он протекает сначала открыто по оврагу, потом, в Почаинской улице, скрывается в трубах, проведенных в Волгу»
В 1834—1838 годах для предотвращения оползней, через овраг, по проекту Бориса Лыкова, была построена дамба, соединившая центр города и Започаинье.

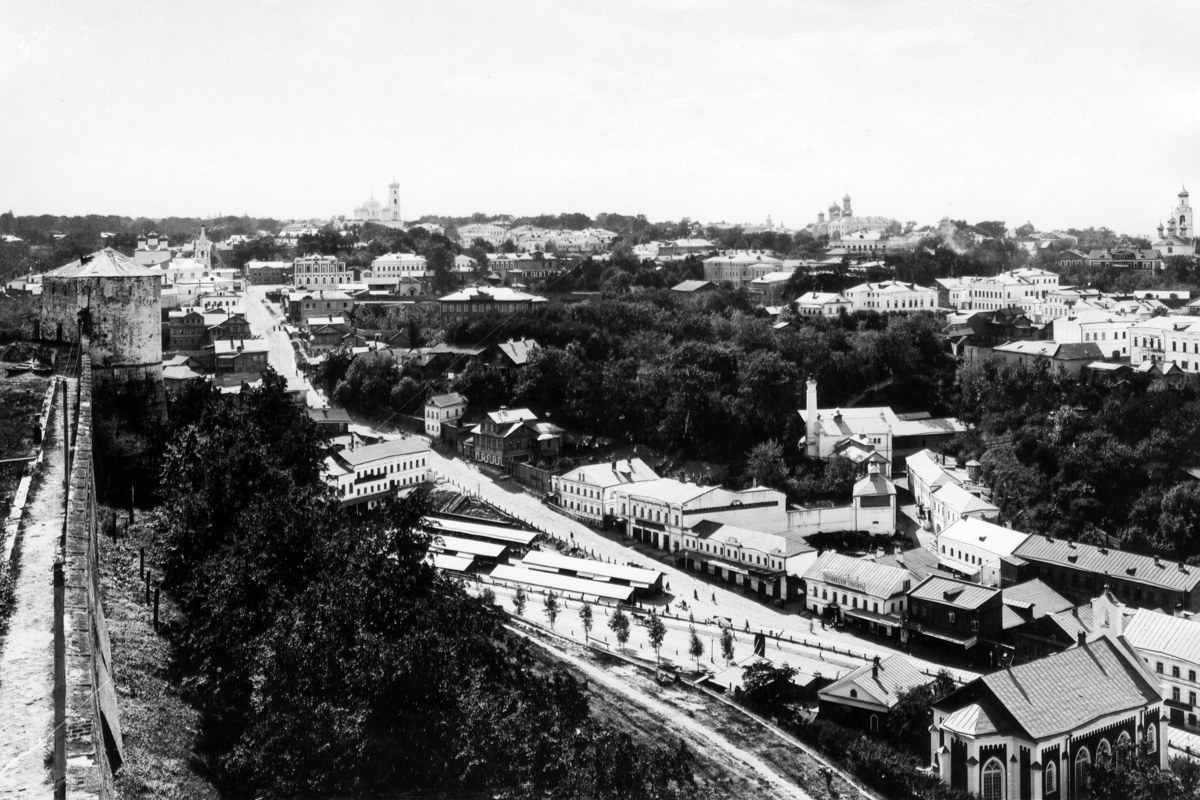
Рынок на дне Почаинского оврага, конец XIX века

В годы Красного террора и Сталинских репрессий в овраге были расстреляны многие нижегородцы, в том числе, в ночь с 6 на 7 ноября 1918 года, в овраге расстреляли настоятеля Печерского монастыря епископа Лаврентия (Князева), настоятеля кафедрального Спасо-Преображенского собора протоиерея Алексея Порфирьева и предводителя Нижегородского дворянства Алексея Нейдгардта. Тела расстрелянных либо вывозили на Мочальный остров, либо хоронили прямо в овраге. Точное количество захороненных неизвестно.
Впервые память репрессированных в овраге почтили в 1993 году. В 2017 и 2019 годах около Студенческого мостика устанавливали поклонные кресты, но впоследствии мемориалы были уничтожены. В 2017 году установивших крест препроводили в полицию за якобы имевшее место административное правонарушение.

## Благоустройство
В 2016 году застройщик жилого комплекса «Сердце Нижнего» разработал проект засыпки оврага и сдвига коллекторов, в которые заключена Почайна. Эта новость вызвала большие негодования среди градозащитников. В итоге было принято решение отказаться от этой идеи, а разрешение на строительство жилого комплекса было аннулировано.
В 2020 году, в рамках подготовки к 800-летию Нижнего Новгорода, была разработана концепция редевелопмента Започаинья, частью которой стала идея сделать в Почаинском овраге террасный парк, а в Лудильном переулке открыть IT-офисы.